# Цеховская, Варвара Николаевна
Варвара Николаевна Цеховская  (в рождении Меньшикова; 1872—1941) — русская писательница, прозаик, журналистка.

## Биография
Варвара Николаевна Цеховская при рождении Меньшикова родилась в 1872 году в городе Боброве Воронежской губернии в небогатой помещичьей семье. Вскоре она с семьёй перебралась на Украину, где продолжалась дальнейшая её жизнь.
Училась в Кременчугской женской гимназии; рано начала публиковаться в киевских газетах, стала профессиональной журналисткой. Она избрала псевдоним — О. Ольнем, под которым публикуются беллетристические произведения писательницы в ведущих журналах первого десятилетия XX века.
Современники соотносили перо В. Н. Цеховской с творчеством писателей чеховского направления. Однако она сама считала себя ученицей и литературной крестницей В. Г. Короленко.
Последний сборник писательницы вышел в издательстве «Задруга» в 1919 году. Далее след её теряется. Год смерти установить удалось предположительно.
Творчество
Рассказы:
"Муравейник"
"Юбилей редактора"
"Первый шаг"
Повесть:
"Династия"